# Рутевац
Рутевац је сеоско насеље у Србији у општини Алексинац у Нишавском округу. Према попису из 2022. насеље је имало 775 становника (према попису из 1991. је било 1.389 становника).
Село Рутевац се налази у средишњем делу Алексиначке општине.
Рутевац се налази на десној обали Јужне Мораве. Кроз село пролази међурегионални пут који спаја западну и јужну Србију, а ауто-пут сече атар села.
Блага клима у летњем периоду погодна за повртарске културе, а постоји дуга традиција у производњи паприке.

## Црква у селу
Црква Рутевачка, храм Свете Великомученице Марине, у народу позната Огњена Марија, налази се у атару села Рутевца на магистралном друму Ниш – Крушевац у непосредној близини Алексинца.
Изградња храма почела је 1907. године и трајала је годину дана. Освештао је Епископ Нишки г. Никанор је на Цвети 1908. године.
У порти поред храма саграђен је 1962 мали парохијски дом. Негде од 1930. године до 1940 урађен је и фрескопис у храму. 

## Демографија
У насељу Рутевац живи 920 пунолетних становника, а просечна старост становништва износи 46,5 година (44,8 код мушкараца и 48,2 код жена). У насељу има 354 домаћинства, а просечан број чланова по домаћинству је 3,09.
Ово насеље је скоро у потпуности насељено Србима (према попису из 2002. године), а у последња три пописа, примећен је пад у броју становника.
|  |

| Демографија | Демографија | Демографија |
| Година      | Становника  | Становника  |
| ----------- | ----------- | ----------- |
| 1948.       | 1.865       |             |
| 1953.       | 1.952       |             |
| 1961.       | 1.874       |             |
| 1971.       | 1.688       |             |
| 1981.       | 1.467       |             |
| 1991.       | 1.389       | 1.322       |
| 2002.       | 1.094       | 1.174       |

| Етнички састав према попису из 2002.‍ | Етнички састав према попису из 2002.‍ | Етнички састав према попису из 2002.‍ | Етнички састав према попису из 2002.‍ | Етнички састав према попису из 2002.‍ |
| ------------------------------------ | ------------------------------------ | ------------------------------------ | ------------------------------------ | ------------------------------------ |
|                                      |                                      |                                      |                                      |                                      |
| Срби                                 | Срби                                 |                                      | 1.082                                | 98,90%                               |
| Роми                                 | Роми                                 |                                      | 5                                    | 0,45%                                |
| Црногорци                            | Црногорци                            |                                      | 2                                    | 0,18%                                |
| Словенци                             | Словенци                             |                                      | 1                                    | 0,09%                                |
| Муслимани                            | Муслимани                            |                                      | 1                                    | 0,09%                                |
| Македонци                            | Македонци                            |                                      | 1                                    | 0,09%                                |
| непознато                            | непознато                            |                                      | 2                                    | 0,18%                                |

| Година пописа     | 1948. | 1953. | 1961. | 1971. | 1981. | 1991. | 2002. |
| ----------------- | ----- | ----- | ----- | ----- | ----- | ----- | ----- |
| Број домаћинстава | 401   | 424   | 426   | 414   | 386   | 370   | 354   |

| Број чланова      | 1  | 2  | 3  | 4  | 5  | 6  | 7 | 8 | 9 | 10 и више | Просек |
| ----------------- | -- | -- | -- | -- | -- | -- | - | - | - | --------- | ------ |
| Број домаћинстава | 80 | 89 | 46 | 49 | 52 | 29 | 6 | 2 | 0 | 1         | 3,09   |

| Пол    | Укупно | Неожењен/Неудата | Ожењен/Удата | Удовац/Удовица | Разведен/Разведена | Непознато |
| ------ | ------ | ---------------- | ------------ | -------------- | ------------------ | --------- |
| Мушки  | 489    | 127              | 295          | 55             | 11                 | 1         |
| Женски | 478    | 69               | 300          | 96             | 13                 | 0         |
| УКУПНО | 967    | 196              | 595          | 151            | 24                 | 1         |

| Пол    | Укупно                    | Пољопривреда, лов и шумарство | Рибарство                            | Вађење руде и камена | Прерађивачка индустрија       |
| ------ | ------------------------- | ----------------------------- | ------------------------------------ | -------------------- | ----------------------------- |
| Мушки  | 258                       | 161                           | 0                                    | 3                    | 19                            |
| Женски | 152                       | 109                           | 0                                    | 0                    | 11                            |
| УКУПНО | 410                       | 270                           | 0                                    | 3                    | 30                            |
| Пол    | Производња и снабдевање   | Грађевинарство                | Трговина                             | Хотели и ресторани   | Саобраћај, складиштење и везе |
| Мушки  | 1                         | 12                            | 13                                   | 2                    | 13                            |
| Женски | 0                         | 1                             | 9                                    | 2                    | 0                             |
| УКУПНО | 1                         | 13                            | 22                                   | 4                    | 13                            |
| Пол    | Финансијско посредовање   | Некретнине                    | Државна управа и одбрана             | Образовање           | Здравствени и социјални рад   |
| Мушки  | 0                         | 3                             | 9                                    | 6                    | 6                             |
| Женски | 0                         | 1                             | 1                                    | 7                    | 9                             |
| УКУПНО | 0                         | 4                             | 10                                   | 13                   | 15                            |
| Пол    | Остале услужне активности | Приватна домаћинства          | Екстериторијалне организације и тела | Непознато            | Непознато                     |
| Мушки  | 1                         | 0                             | 0                                    | 9                    | 9                             |
| Женски | 0                         | 0                             | 0                                    | 2                    | 2                             |
| УКУПНО | 1                         | 0                             | 0                                    | 11                   | 11                            |